# الدوري النمساوي 1956–57
بوندسليغا النمسا لكرة القدم 1956-57 (بالألمانية: Österreichische Fußballmeisterschaft 1956/57)‏ هو الموسم 46 من  بوندسليغا النمسا لكرة القدم. أشرف على تنظيمه اتحاد النمسا لكرة القدم، وكان عدد الأندية المشاركة فيه  14، وفاز فيه رابيد فيينا.